# Erik Carlsson

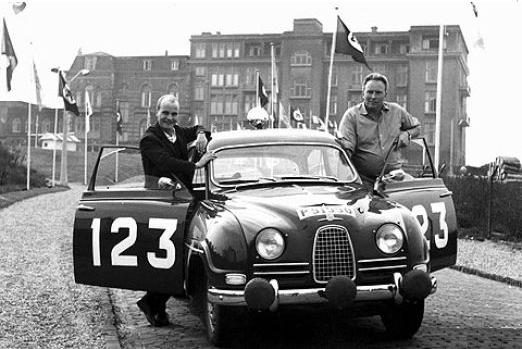
Sulla destra Erik Carlsson con a fianco la sua Saab 96 al Tulip Rally 1962

Erik Hilding Carlsson (Trollhättan, 5 marzo 1929 – 27 maggio 2015) è stato un pilota automobilistico svedese, soprannominato Carlsson på taket (in italiano "Carlsson sul tetto", per via dei suoi spettacoli ribaltamenti in gara) e Mr. Saab (per il suo lavoro di pubbliche relazioni per la casa automobilistica scandinava) e considerato come dei maggiori rallisti degli anni 60.

## Palmarès
- 1955: 1° nella Rikspokalen in una Saab 92
- 1957: 1° nel Rally 1000 Laghi in a Saab 93
- 1959: 1° nel Rally svedese in una Saab 93
- 1959: 1° nel Rallye Deutschland in una Saab 93
- 1960, 1961, 1962 1° nel RAC Rally in una Saab 96
- 1960 2° nel Rally dell'Acropoli in una Saab 96
- 1961 4° nel Rally di Monte Carlo in una Saab 95
- 1961 1° nel Rally dell'Acropoli in una Saab 96
- 1962, 1963, 1° al Rally di Monte Carlo in una Saab 96
- 1962, 7° nel Safari Rally dell'Africa orientale in una Saab 96
- 1963 2° nel Rally di Liegi-Sofia-Liegi in una Saab 96
- 1964 1° al Rally dei Fiori di Sanremo in una Saab 96 Sport
- 1964 2° nel Rally di Liegi-Sofia-Liegi in una Saab 96
- 1964 2° nel Safari Rally dell'Africa orientale in una Saab 96
- 1965 2° nel BP Australian Rally in una Saab 96 Sport
- 1965 2° nel Rally dell'Acropoli  in una Saab 96 Sport
- 1967 1° nel Rally della Repubblica Ceca in una Saab 96 V4
- 1969, 3° al Baja 1000 in una Saab 96 V4
- 1970, 5° al Baja 1000 in una Saab 96 V4

## Riconoscimenti
- 2013: Rally Hall of Fame[4]